# Шекета Мирослав Михайлович
Мирослав Михайлович Шекета (* 5 червня 1933, м. Галич, Станиславівський повіт, Польська республіка (тепер – Галицький район,  Івано-Франківська область, Україна) — український кардіолог, науковець

## Життєпис
Народився в родині медиків. Батько — Михайло Андрійович, працював лікарем, головним лікарем районної лікарні, мав почесне звання «Заслужений лікар УРСР». Мати — Марія Іванівна, працювала акушеркою, операційною сестрою.
Мирослав закінчив середню школу в Галичі. З 1950 по 1956 рік навчався в Чернівецькому державному медичному інституті (тепер — Буковинський державний медичний університет).
Мирославу Михайловичу після закінчення інституту декілька кафедр пропонували вступати в аспірантуру, але він вибрав працю практичного хірурга і взяв направлення в смт Більшівці.
У 1961 році його призначають на посаду районного хірурга та завідувача хірургічним відділенням центральної районної лікарні міста Галич.
У 1968 році Мирослав Михайлович на конкурсній основі вступає до клінічної ординатури із серцево-судинної хірургії в м. Києві, його «зарахували до складу колективу академіка М. М. Амосова з пересадки серця та освоєння оперативних втручань на відкритому серці з апаратом штучного кровообігу».
Після закінчення ординатури, академік М. М. Амосов запропонував Мирославу Шекеті залишитися для праці в Інституті серцево-судинної хірургії кардіохірургом.
У 1973 році Мирослав Михайлович стає завідувачем відділенням хірургії, а потім — головним лікарем Інституту серцево-судинної хірургії (тепер — Національний інститут серцево-судинної хірургії імені Миколи Амосова НАМН України).
У 1986 році М. М. Шекета був на ЧАЕС з метою перевірки всіх медичних закладів ураженої зони.
Два роки, з 1988 по 1990 рік, Мирослав Михайлович працює лікарем-хірургом в Анголі (Африка), де проходила громадянська війна.
З 1990 по 1992 рік М. М. Шекета перебував у США, "де знайомився з хірургічними методами лікування в клініках Чикаго та Мілвокі, брав участь у Конгресі хірургів Північної Америки, виступав на науковій конференції в Чикагзькому університеті з питань аварії на ЧАЕС.
Мирослав Михайлович Шекета є автором «Португальсько-українського словника». Він співавтор 18 наукових праць з хірургії серця.

Шекета Мирослав Михайлович з дружиною і доньками

Володіє українською, англійською, німецькою, португальською, польською та російською мовами.
Захоплення — медицина, біологія, географія, класична музика та опера.
Живе у Києві.

## Нагороди і відзнаки
- «Заслужений лікар України» (1988);
- «Відмінник  охорони  здоров'я»;
- «Лікар-хірург вищої кваліфікаційної категорії».

## Примітки

Обкладинка португальсько-українського словника укладача М. Шекети

## Родина
- Дружина Єременко Діана Іванівна – лікар-офтальмолог;
- Донька Оксана – біолог;
- Донька Галина – лікар-кардіолог.
- Онуки: Аня, Анастасія та Михайло.